# Tierpark Berlin Friedrichsfelde
Het Tierpark Berlin Friedrichsfelde of kortweg Tierpark Berlin is een dierentuin in het district Lichtenberg in de Duitse hoofdstad Berlijn. Naast de Zoologischer Garten Berlin in het stadsdeel Charlottenburg is het een van de twee dierentuinen in de Duitse hoofdstad.

## Geschiedenis
Bij de opdeling van Berlijn na de Tweede Wereldoorlog kwam de Zoologischer Garten in West-Berlijn te liggen, waardoor de dierentuin niet of in ieder geval moeilijker toegankelijk werd voor Oost-Duitsers. Daarom werd in 1954 het landgoed van het kasteel Friedrichsfelde in het gelijknamige stadsdeel Berlin-Friedrichsfelde beschikbaar gesteld voor de oprichting van een dierentuin in Oost-Berlijn. Het kasteelpark van Friedrichsfelde was in 1821 ontworpen door de bekende Pruisische tuin- en landschapsarchitect Peter Joseph Lenné. Op 2 juli 1955 opende het Tierpark Berlin de poorten voor het publiek. Met enorme dierenverblijven, grote gebouwen en heel veel verschillende diersoorten poogde het Tierpark Berlin zijn westerse equivalent te overtreffen.
Na de val van de Berlijnse Muur kwam het voortbestaan van het Tierpark kortstondig ter discussie te staan, maar uiteindelijk werd besloten om in het herenigde Berlijn de twee dierentuinen te behouden onder voorwaarde dat het Tierpark intensief met de Zoologischer Garten ging samenwerken. Sinds 2007 zijn de twee dierentuinen verenigd in een personele unie onder dezelfde directie.

## Beschrijving
Het Tierpark Berlin heeft een oppervlakte van 160 hectare, waarmee het de grootste landschapsdierentuin van Europa is. Met ruim 500 diersoorten is het bovendien een van de soortenrijkste dierentuinen. Hoogtepunten van het Tierpark Berlin zijn het Alfred-Brehm-Haus, het Dickhäuterhaus, de diverse "Freianlagen" voor hoefdieren en de verblijven voor bergdieren. Het Alfred-Brehm-Haus stamt oorspronkelijk uit 1963 en werd tussen 2018 en 2020 uitvoerig gerenoveerd. Het gebouw met omliggende buitenverblijven biedt onderdak aan een groot aantal onderdak aan een groot aantal roofdieren, reptielen en vogels, waaronder Sumatraanse tijgers. Het Dickhäuterhaus werd in 1989 gebouwd voor onder meer olifanten en neushoorns. Oorspronkelijk waren hier zowel Afrikaanse als Aziatische olifanten te zien, maar na verbouwing waarvoor het in 2020 sloot zullen er alleen nog Afrikaanse olifanten te zien zijn. De verblijven voor bergdieren vormen de nieuwste uitbreiding van het Tierpark en werden tussen 2002 en 2006 in meerdere fasen voltooid. In 2022 werd het hele gebied getransformeerd tot een Himalayagebied met onder andere takins, witlipherten, sneeuwluipaarden en kiangs.

## Fokprogramma's
Het park neemt deel aan meerdere internationale fokprogramma's en coördineert en beheert de EEP-stamboeken voor de Siberische tijger, de Chacopekari, de Coquerels kroonsifaka en de beerkoeskoes.

## Zoogdierencollectie

#### Cloacadieren
- Mierenegel

#### Buideldieren
- Westelijke grijze reuzenkangoeroe
- Bergkangoeroe
- Geelvoetkangoeroe
- De Bruijnpademelon
- Goodfellowboomkangoeroe
- Beerkoeskoes

#### Vleermuizen
- Vliegende vos

#### Tandarmen
- Zuidelijke boommiereneter
- Kogelgordeldier

#### Primaten
- Roodkraagmaki
- Mongozmaki
- Roodbuikmaki
- Ringstaartmaki
- Rode vari
- Zwart-witte vari
- Coquerelsifaka
- Zilveraapje
- Roodhandtamarin
- Geelborstkapucijnaap
- Oostelijke roodrugsaki
- Witgezichtsaki
- Rode brulaap
- Tonkinlangoer
- Rolowaymeerkat
- Gelada
- Lampongaap
- Berberaap
- Kuifmakaak
- Withandgibbon

#### Knaagdieren
- Rood-witte vliegende eekhoorn
- Chinese gestreepte boomeekhoorn
- Chinese rotseekhoorn
- Siesel
- Bobakmarmot
- Zwartstaartprairiehond
- Zebragrasmuis
- Madagaskarreuzenrat
- Beierse woelmuis
- Hamster
- Witstaartstekelvarken
- Oerzon
- Huiscavia
- Braziliaanse cavia
- Kleine mara
- Grote mara
- Azara's agoeti
- Zwartbuikagoeti
- Paca
- Degoe
- Naakte molrat

#### Haasachtigen
- Tam konijn
- Daurische fluithaas

#### Roofdieren
- Kleinklauwotter
- Maleise bonte marter
- Honingdas
- Gewone wasbeer
- Maleise beer
- Brilbeer
- IJsbeer
- Kleine panda
- Grootoorvos
- Boshond
- Manenwolf
- Aziatische wilde hond
- Iberische wolf
- Gevlekte hyena
- Gestreepte hyena
- Zebramangoeste
- Binturong
- Witsnorpalmroller
- Manoel
- Aziatische goudkat
- Jachtluipaard
- Nevelpanter
- Sneeuwpanter
- Javaanse panter
- Sumatraanse tijger

#### Klipdasachtigen
- Steppeklipdas

#### Onevenhoevigen
- Przewalskipaard
- Mecklenburger trekpaard
- Shetlandpony
- Somalische wilde ezel
- Poitou-ezel
- Dwergezel
- Kulan
- Kiang
- Grévyzebra
- Hartmanns bergzebra

#### Evenhoevigen
- Chacopekari
- Penseelzwijn
- Babiroesa
- Kameel
- Dromedaris
- Guanaco
- Lama
- Vicunja
- Alpaca
- Siberisch muskushert
- Chinese waterree
- Eland
- Rendier
- Kuifhert
- Baweanhert
- Zwijnshert
- Paterdavidshert
- Manitoba-wapiti
- Siberische wapiti
- Atlashert
- Bocharahert
- Sikahert
- Witliphert
- Mesopotamisch damhert
- Lierhert
- Barasingahert
- Timorhert
- Sambar
- Kuifhert
- Balabackantjil
- Rothschildgiraffe
- Nijlgauantilope
- Karbouw
- Gayal
- Hongaars stepperund
- Fjällrund
- Dwergzeboe
- Kafferbuffel
- Bosbuffel
- Bosbizon
- Wisent
- Bergrietbok
- Oostelijke witbaardgnoe
- Arabische oryx
- Beisa
- Addax
- Mhorrgazelle
- Thomsongazelle
- Gerenoek
- Takin
- Muskusos
- Chinese goral
- Blauwschaap
- Sneeuwgeit
- Siberische steenbok
- Schroefhoorngeit
- Huisgeit
- Marcopoloschaap
- Oerial
- Schaap

## Fotogalerij

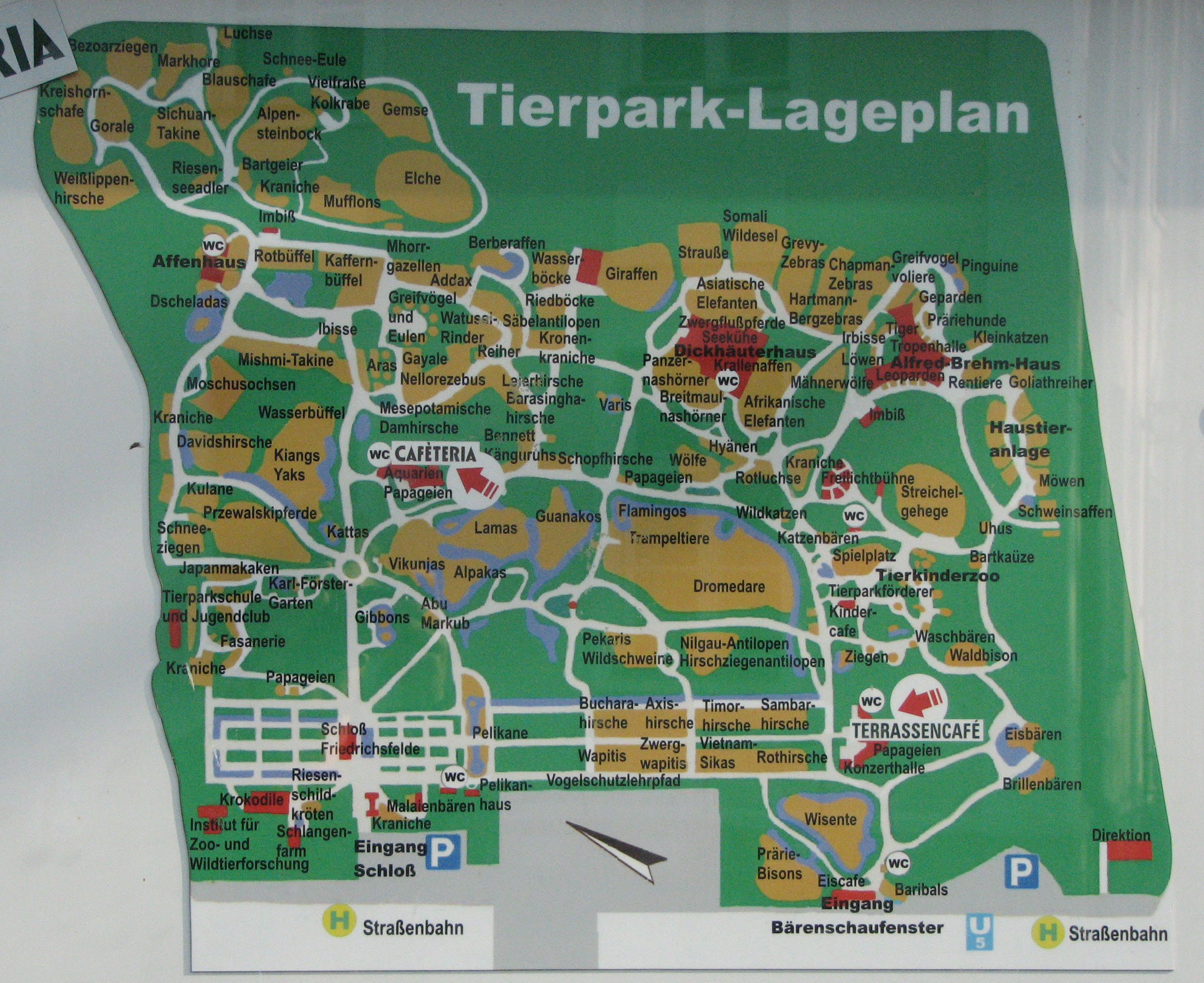
Plattegrond van het park.
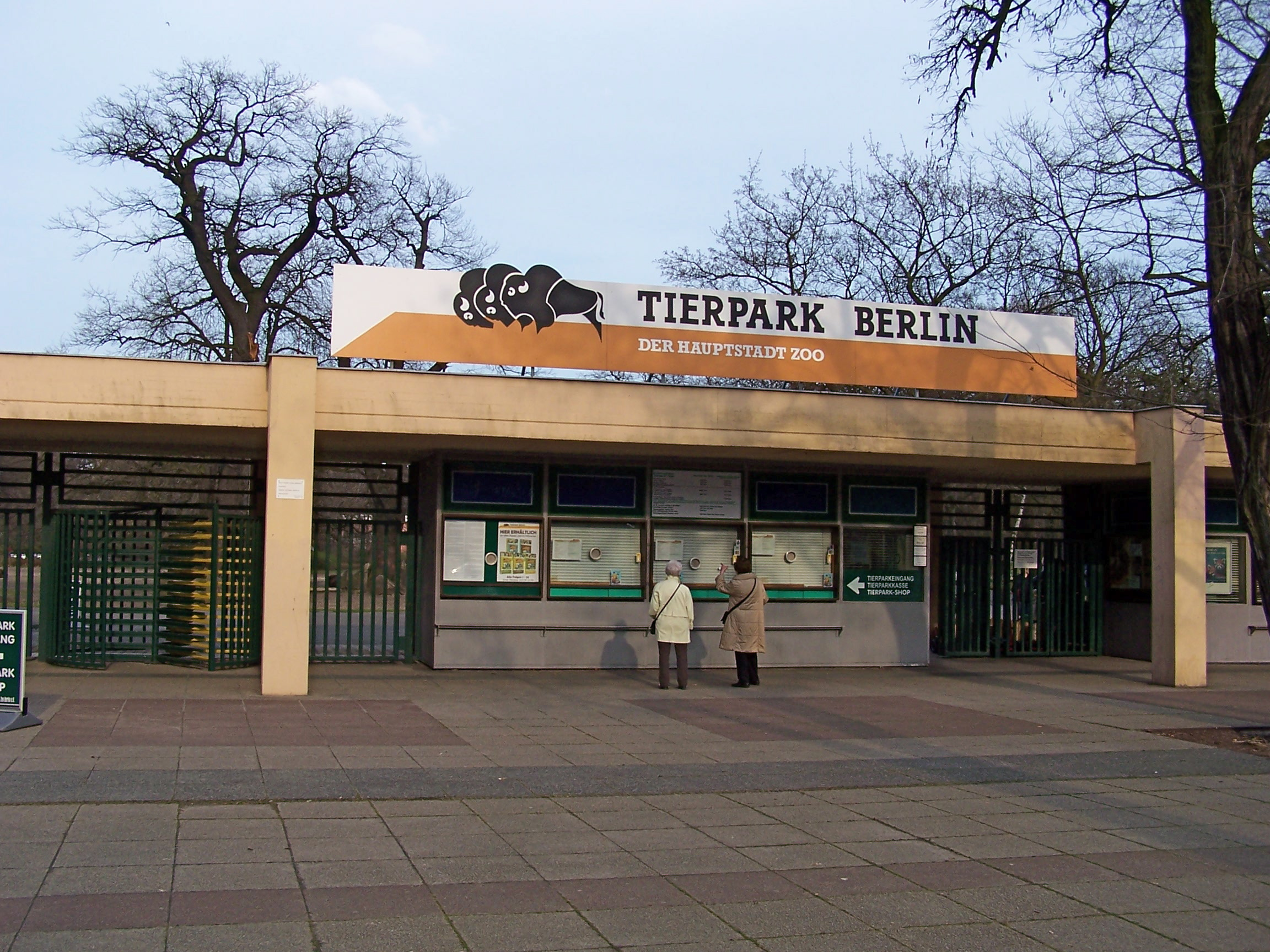
Hoofdingang.
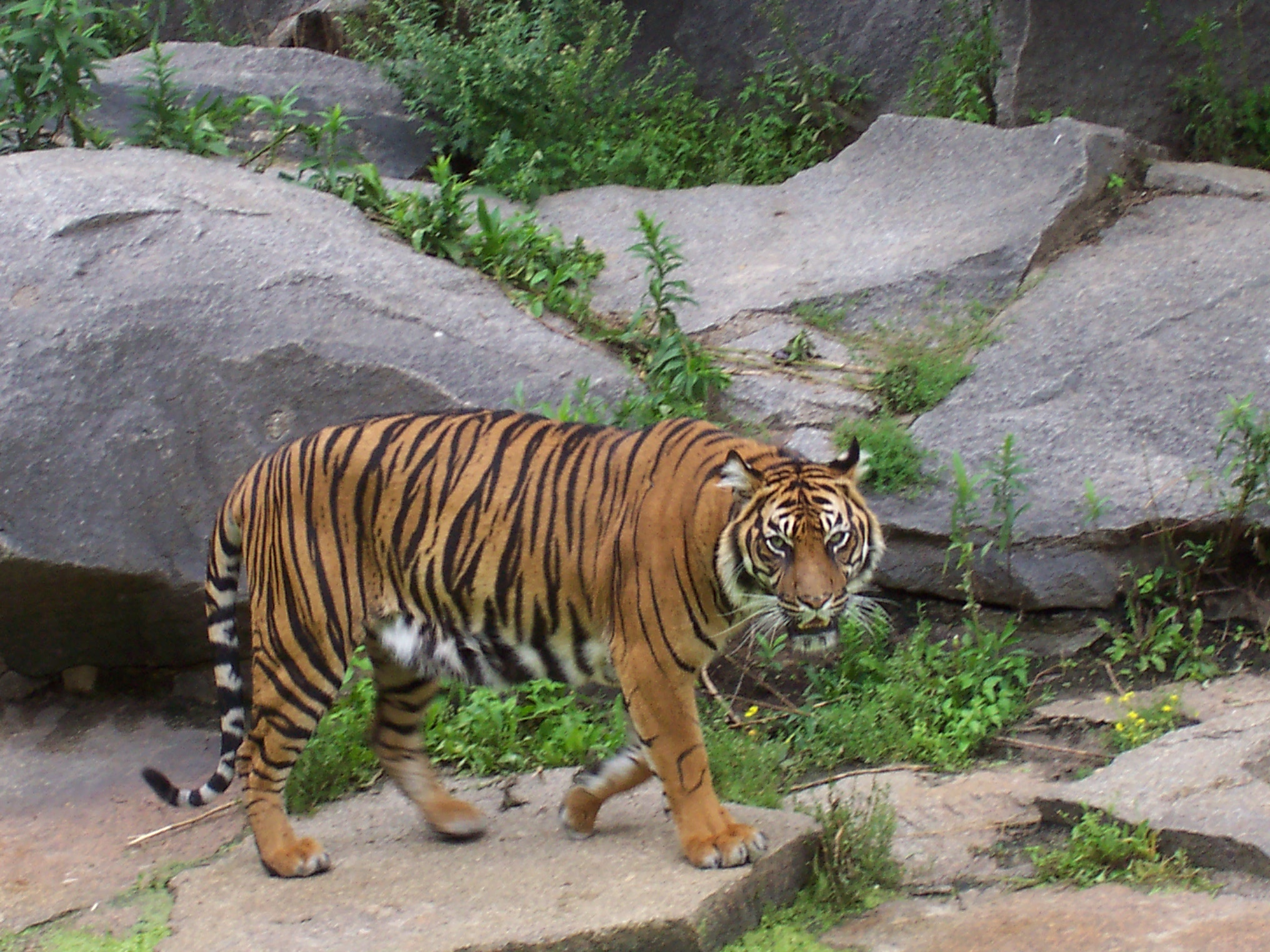
Sumatraanse tijger in Tierpark Berlin.
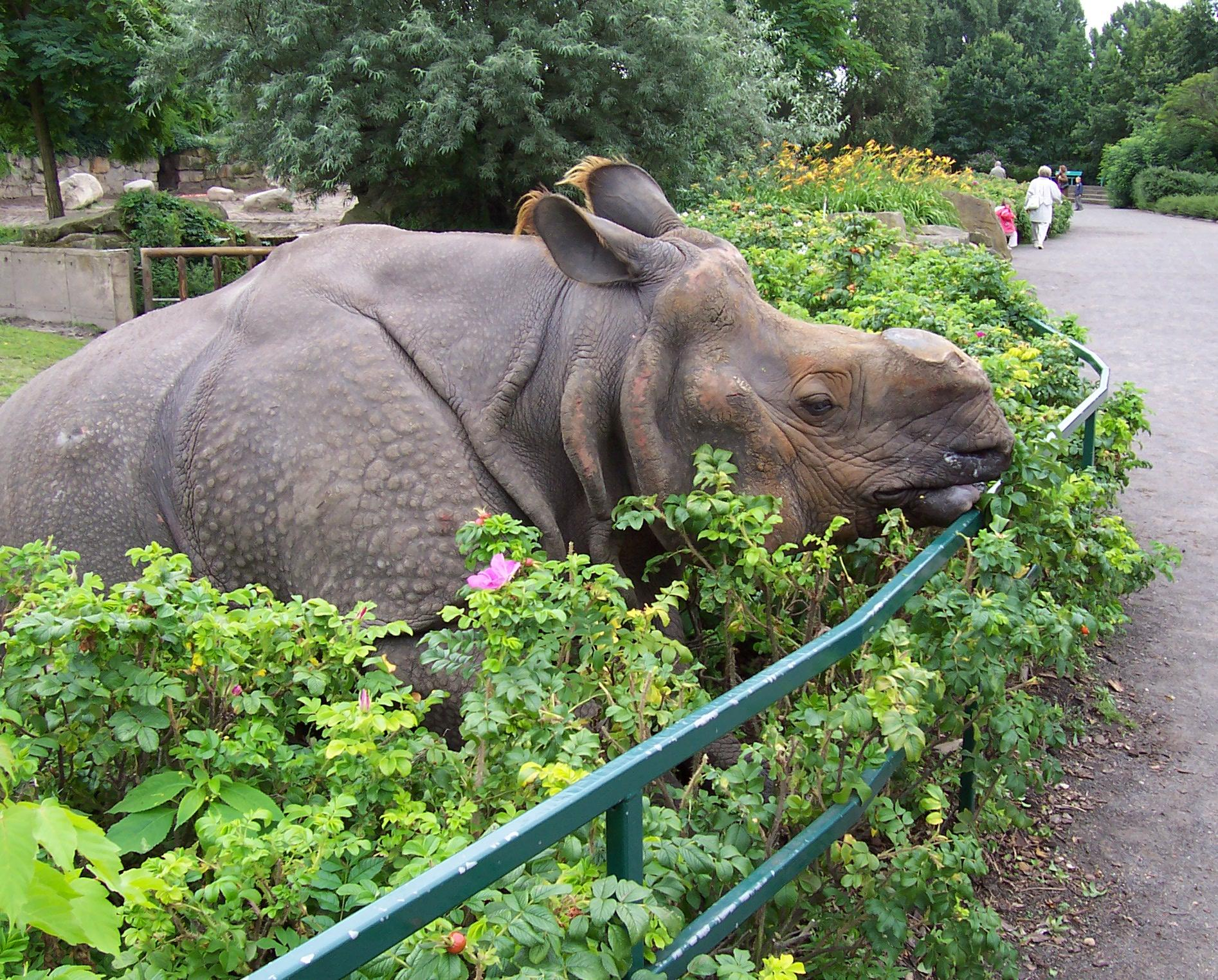
Indische neushoorn in Tierpark Berlin.